# Roman polițist
Romanul polițist e un roman al cărui tramă o constituie o anchetă condusă cu metode criminaliste specifice, de un polițist sau de un detectiv privat.

## Istoria romanului polițist
Primul roman polițist modern a fost scris de Edgar Allan Poe și se numea The Murders in the Rue Morgue (în română Dubla crimă din strada Morgue). Maestrul absolut al genului rămâne însă Sir Arthur Conan Doyle, creatorul detectivului Sherlock Holmes, asistat de doctorul Watson. Plictisit de succesul seriei, l-a „ucis” pe detectiv în povestirea Ultima problemă (1893), dar a fost forțat de public să-l învie. Ca fapt divers, unul dintre autorii de ficțiune cei mai vânduți din lume, după Biblie și Shakespeare, este Agatha Christie, celebra autoare de romane polițiste. Printre primii autori români de romane polițiste se număra și Liviu Rebreanu, cu romanul Amândoi, o serie de astfel de romane au fost transpuse pe ecran ca film polițist.

## Subgenuri
Dacă e un roman negru se mai poate numi polar. Dacă acțiunea se petrece cu măcar un secol în urmă textul poate fi considerat un roman polițist-istoric. În limba engleză se folosește termenul who dunn it? (cine a comis crima?) pentru a desemna romanele polițiste.

## Listă cu autori de romane polițiste
- Boris Akunin, (n. 1956)
- Margery Allingham, (1904-1966)
- Eric Ambler, (1909-1998)
- Isaac Asimov, (1920-1992)
- John Baker, (n. 1942)
- John Franklin Bardin
- Robert Barnard
- Larry Beinhart
- E.C. Bentley, (1875-1956)
- Earl Derr Biggers, (1884-1933)
- Lawrence Block
- Leigh Brackett, (1915-1978)
- Lilian Jackson Braun
- Simon Brett, (n. 1945)
- Fredric Brown, (1906-1972)
- James Lee Burke (n. 1936)
- James M. Cain, (1892-1977)
- John Dickson Carr, (1906-1977)
- Raymond Chandler, (1888-1959)
- Leslie Charteris, (1907-1993)
- G. K. Chesterton, (1874-1936)
- Agatha Christie, (1890-1976)
- Max Allan Collins
- Michael Collins, (-) (pseudonimul lui Dennis Lynds)
- Michael Connelly
- Patricia Cornwell, (n. 1956)
- Petre Crăciun, (n. 1962)
- Robert Crais
- John Creasey
- Edmund Crispin (pseudonimul lui Robert Bruce Montgomery), (1921-1978)
- Freeman Wills Crofts, (1879-1957)
- Amanda Cross, (1926-2003) (pseudonimul lui Carolyn Gold Heilbrun)
- Lindsey Davis
- Colin Dexter, (n. 1930)
- Michael Dibdin, (n. 1947)
- Peter Dickinson
- Stephen Dobyns
- John E. Douglas
- Arthur Conan Doyle, (1859-1930)
- Charles Drummond (pseudonimul lui Kenneth Giles)
- Francis Durbridge
- James Ellroy, (n. 1948)
- Loren D. Estleman
- Janet Evanovich
- Elizabeth Ferrars
- Antonia Fraser, (n. 1932)
- Kinky Friedman, (n. 1944)
- Jacques Futrelle, (1875-1912)
- Erle Stanley Gardner (are numeroase pseudonime), (1889-1970)
- Anthony Gilbert
- Michael Gilbert, (n. 1912)
- Kenneth Giles
- Alan Gordon
- Chester Gould, (1900-1985)
- Caroline Graham
- Ann Granger
- Sue Grafton, (n. 1940)
- Anna Katharine Green, (1846-1935)
- Batia Gur
- Dashiell Hammett, (1894-1961)
- Cyril Hare
- John Harvey
- Georgette Heyer, (1902-1974)
- Carl Hiaasen, (n. 1953)
- Patricia Highsmith, (1921-1995)
- Reginald Hill (numeroase pseudonime), (n. 1936)
- Tony Hillerman, (n. 1925)
- John Buxton Hilton, (1921 - 1986)
- Chester Himes
- Barry Hughart
- Francis Iles
- Michael Innes (pseudonimul lui J. I. M. Stewart), (1906-1994)
- Jean-Claude Izzo
- P.D. James, (n. 1920)
- J.A. Jance
- Marshall Jevons
- Harry Kemelman, (1908-1996)
- Laurie R. King
- Ronald Knox, (1888-1957)
- Dennis Lehane
- Donna Leon (serial), (n. 1942)
- Elmore Leonard
- Gaston Leroux
- E.C.R. Lorac (altă semnatură Carol Carnac), (1884-1959)
- Dennis Lynds
- Gayle Lynds
- John D. MacDonald, (1916-1986)
- Ross MacDonald, (1915-1983) (pseudonimul lui Kenneth Millar)
- Léo Malet
- Henning Mankell (n. 1948)
- Ngaio Marsh, (1895-1982)
- William Marshall, (n. 1944)
- Ed McBain (pseudonimul lui Evan Hunter), (n. 1926)
- Cameron McCabe (pseudonimul lui Ernest Borneman)
- James McClure (n. 1939)
- Val McDermid
- Edmund McGirr (pseudonimul lui Kenneth Giles)
- Jimmy McGovern
- Gladys Mitchell, (1901-1983)
- Manuel Vazquez Montalban
- David Morrell
- Rodica Ojog-Brașoveanu, (1939-2002)
- Rodrigues Ottolengui, (1861-1937)
- Sara Paretsky
- Robert B. Parker, (n. 1932)
- Edith Pargeter (a semnat si cu numele Ellis Peters), (1913-1995)
- Ellis Peters, (1913-1995) (pseudonimul lui Edith Pargeter)
- Edgar Allan Poe, (1809-1849)
- Bill Pronzini
- Lisa Pulitzer
- Ellery Queen (pseudonim al mai multor autori)
- Jorge Queirolo Bravo
- Sheila Radley
- Ian Rankin, (n. 1960)
- Clayton Rawson
- Kathy Reichs
- Ruth Rendell (alt nume Barbara Vine), (n. 1930)
- Les Roberts
- C. J. Sansom
- Dorothy L. Sayers, (1893-1957)
- Steven Saylor, (n. 1956)
- Petre Sălcudeanu
- Georges Simenon, (1903-1989)
- John Sladek
- Joan Smith, (n. 1953)
- Mickey Spillane, (n. 1918)
- Rex Stout, (1886-1975)
- Andrew Taylor
- Josephine Tey, (1896-1952)
- Jim Thompson
- Arthur Upfield
- Andrew Vachss, (n. 1942)
- Jack Vance, (n. 1916)
- S. S. Van Dine (pseudonimul lui Willard Huntington Wright), (1888-1939)
- Fred Vargas
- Janwillem van de Wetering, (n. 1931)
- John Holbrook Vance (Jack Vance) (a semnat ca Ellery Queen), (n. 1916)
- Robert van Gulik
- Edgar Wallace
- Hillary Waugh
- Ethel Lina White
- Charles Willeford
- Richard G. Windmann, (n. 1965)
- Cornell Woolrich, (1903-1968)
- Dornford Yates, (1885-1960)
- Haralamb Zincă

## Eroi ai romanelor polițiste
Cei mai cunoscuți eroi ale romanelor polițiste sunt Sherlock Holmes, Hercule Poirot, Miss Marple și DCI Tom Barnaby.

### Detectivi amatori
- „Bunicul”, pensionar (fost ofițer de Miliție), eroul unei serii create de Petre Sălcudeanu
- Albert Campion creat de Margery Allingham
- Sir Henry Merrivale și Dr Gidéon Fell creați de John Dickson Carr
- Miss Marple, detectiva de fotoliu, creată de Agatha Christie
- Melania Lupu, varianta autohtonă a lui Miss Marple, creată de Rodica Ojog-Brașoveanu
- Andrei Mladin, eroul cărților "Atac în bibliotecă", "Profesionistul", "Trucaj","Pe ce picior dansați?", "Fortăreața nenunilor", "Maestrul fricii", "Umbrele din Ada Kaleh" și "Mâna care închide ochii",creat de George Arion
- David Small, creat de Harry Kemelman
- Rouletabille, jurnalist, creat de Gaston Leroux
- Hildegarde Withers, o excentrică din New York, creată de Stuart Palmer
- Gabriel Lecouvreur zis „Caracatiță”, anchetator cu idei liberale, imaginat de Jean

### Detectivi particulari
Distincția dintre un detectiv privat (în engleză private eye) și unul instituțional poate deveni superfluă. Se întâmplă adesea ca un polițist care în primele romane lucrează la Poliție să demisioneze și să se transforme în detectiv privat.
- C. Auguste Dupin, creat de Edgar Allan Poe
- Philip Marlowe, creat de Raymond Chandler
- Hercule Poirot, detectiv particular belgian (fost polițist), creat de Agatha Christie
- Sherlock Holmes, detectiv particular („deteciv-consilier”, după „propriile” spuse), echipat cu vioara și seringile sale, creat de sir Arthur Conan Doyle
- Herlock Sholmes, detectiv particular creat, ca replică dată lui Arthur Conan Doyle și ca adversar al personajului Arsene Lupin, de către Maurice Leblanc
- Kinsey Millhone, detectiv particular californian, vedeta seriei alfabetice (titlurile romanelor încep cu o literă a alfabetului latin), mare amator de repaos la McDonald's, creat de Sue Grafton
- Sam Spade creat de Dashiell Hammett
- Lew Archer, detectiv particular, creat de Ross Macdonald
- Nestor Burma, detectiv particular, fondatorul agenției Fiat Lux echipat cu pipa celebră în forma de taur, creat de Léo Malet
- Pepe Carvalho, detectiv creat de Manuel Vazquez Montalban
- Matt Scudder, fost polițist bețiv, reconvertit la profesia de detectiv privat, creat de Lawrence Block
- Nero Wolfe creat de Rex Stout, bărbatul cu orhidee
- Philo Vance creat de S.S. Van Dine, detectiv ingenios
- Miss Silver, detectiv particular, creat de Patricia Wentworth

### Detectivi guvernamentali
- Comisarul Maximilian Cornea, creat de Leonida Neamțu
- Maiorul Panait, căpitanul Lucian sau locotenentul Frunză, criminaliștii Roman sau Patrolea, creați de Haralamb Zincă
- Căpitanul Apostolescu, creat de Horia Tecuceanu.
- Minerva Tutovan, creată de Rodica Ojog-Brașoveanu.
- Maud Graham, detectiv la Poliția din Québec, creat de Chrystine Brouillet
- Commisarul Montalbano, creat de Andrea Camilleri
- Harry Bosch, creat de Michael Connelly
- Kay Scarpetta, medic-legist, creat de Patricia Cornwell
- San Antonio, creat dé San Antonio (pseudonimul lui Frédéric Dard)
- Inspectorul Cadin, creat de Didier Daeninckx
- Inspectorul Morse, creat de Colin Dexter
- Comisarul Van der Valk creat de Nicolas Freeling
- Lecoq, agent de siguranță, creat de Émile Gaboriau
- Jim Chee, polițistul navajo creat de Tony Hillerman
- Inspectorii Ed Sicriu și Groparul Jones (Ed Coffin și Gravedigger Jones în limba engleză) din romanele lui Chester Himes
- Fabio Montale, eroul trilogiei marsilieze a lui Jean-Claude Izzo (la început e polițist apoi devine detectiv privat)
- Adam Dalgliesh, polițistul poet, creat de Phyllis Dorothy James
- Inspectorul Ghote creat de H.R.F. Keating, în Bombay
- Comisarul Guido Brunetti de la poliția din Veneția, creat de Donna Leon
- Comisarul Kurt Wallander, a suedezului Henning Mankell
- Inspectorul Harry Hole (se pronunță "holy") ce lucrează la poliția din Oslo, creat de norvegianul Jo Nesbo
- Comisarul Roderick Alleyn, creat de Ngaio Marsh
- Inspectorul scoțian John Rebus, creat de Ian Rankin
- Inspectorul Wexford, creat de Ruth Rendell
- Comisarul Maigret, creat de Georges Simenon
- Inspectorul Lucas Davenport, creat de John Sanford
- Inspectorul Martin Beck, creat de Maj Sjöwall și Per Wahlöö, într-o Suedie contemporană
- Inspectorul Napoléon Bonaparte, creat de Arthur Upfield, acționează în Bush-ul australian, strămoșul polarului etnic și etnologic
- De Gier et Grijpstra, copoii din Amsterdam, creați de Janwillem Van de Wetering
- Comisarul parizian Adamsberg, creat de Fred Vargas
- Inspectorul principal Chen Cao de la Poliția din Shanghai, creat de Qiu Xiaolong
- Detectiv Inspector Principal Michael Ohaiun de la Poliția israeliană, creat de Batia Gur

## Detectivi și criminaliști reali celebri
Primul detectiv în carne și oase modern, un precursor al detectivului din romanele polițiste, a fost inspectorul de poliție Vidocq, transpus într-un excelent film biografic de actorul francez Gerard Depardieu. Cel mai mare criminalist român din toate timpurile rămâne inspectorul Ciacanica, cel care a reușit identificarea și prinderea unui celebru ucigaș și violator în serie, Rîmaru. Un alt criminal celebru, din Londra secolului al XIX a fost Jack Spintecătorul (în engleză Jack the ripper), criminal în serie care de asemenea nu a fost identificat și care a inspirat pe mulți dintre autorii de romane polițiste.

## Premii franceze acordate romanelor polițiste
- Marele premiu al literaturii polițiste
- Premiul Misterelor Criticii
- Premiul „Quai des Orfèvres”
- Trofeul 813
- Premiul Polar al Festivalului din Cognac
- Premiul polar al SNCF